# 2024年台灣職業籃球大聯盟新人選秀會
2024年台灣職業籃球大聯盟新人選秀會為台灣職業籃球大聯盟（TPBL）在2024-25賽季開打之前舉辦的第一屆新人選秀會，於2024年7月23日舉行。本屆新人選秀會共有33人參與，最終有11人獲選，由雷蒙恩成為選秀狀元。
2024年7月1日，新聯盟籌備委員會邀請P. LEAGUE+與T1聯盟共同舉辦的新人選秀會，定於7月15日舉行，原先兩聯盟規劃的新人選秀會暫停舉行；P. LEAGUE+原定於7月10日舉辦新人選秀會，T1聯盟則於7月11日舉行。7月8日，臺北富邦勇士、桃園璞園領航猿與高雄17直播鋼鐵人發表聲明退出新聯盟籌備，與P. LEAGUE+一同準備新賽季。7月9日，臺南台鋼獵鷹宣佈退出新聯盟籌備委員會並加入P. LEAGUE+；新聯盟七支球隊臺北台新戰神、新北國王、新北中信特攻、桃園台啤永豐雲豹、新竹御頂攻城獅、福爾摩沙夢想家與高雄全家海神發表聯合聲明宣佈新聯盟定名為「台灣職業籃球大聯盟」。7月11日，TPBL宣布新人選秀會於7月23日舉行。

## 選秀結果
| →           | 順序一 | 順序二 | 順序三          | 順序四 | 順序五 | 順序六        | 順序七 |
| [ 3 ] [ 4 ] | 戰神   | 攻城獅 | 夢想家          | 海神   | 特攻   | 雲豹          | 國王   |
| ----------- | ------ | ------ | --------------- | ------ | ------ | ------------- | ------ |
| 第一輪      | 雷蒙恩 | 蔡宸綱 | （雲豹） 汪哲宇 | 魏莨哲 | 余維豪 | （戰神） 江均 | 陳將   |
|             | 攻城獅 | 海神   | 夢想家          | 雲豹   | 國王   | 特攻          | 不適用 |
| 第二輪      | 放棄   | 放棄   | 史承平          | 莊博元 | 放棄   | 陳冠中        | 不適用 |
|             | 戰神   | 攻城獅 | 夢想家          | 海神   | 國王   | 特攻          | 雲豹   |
| 第三輪      | 放棄   | 不適用 | 放棄            | 不適用 | 不適用 | 曾銘偉        | 放棄   |
| 第四輪      | 不適用 | 不適用 | 不適用          | 不適用 | 不適用 | 放棄          | 不適用 |

| G | 後衛 | F | 前鋒 | C | 中鋒 |

| 輪次 | 總順位 | 球員   | 位置 | 選中球隊                                | 最後學歷           |
| ---- | ------ | ------ | ---- | --------------------------------------- | ------------------ |
| 1    | 1      | 雷蒙恩 | G    | 臺北台新戰神                            | 加州大學戴維斯分校 |
| 1    | 2      | 蔡宸綱 | F    | 新竹御嵿攻城獅                          | 健行科技大學       |
| 1    | 3      | 汪哲宇 | F    | 桃園台啤永豐雲豹 （來自福爾摩沙夢想家） | 國立臺灣科技大學   |
| 1    | 4      | 魏莨哲 | G    | 高雄全家海神                            | 國立高雄師範大學   |
| 1    | 5      | 余維豪 | G    | 新北中信特攻                            | 國立臺灣藝術大學   |
| 1    | 6      | 江均   | F    | 臺北台新戰神 （來自台啤雲豹）           | 輔仁大學           |
| 1    | 7      | 陳將   | G    | 新北國王                                | 世新大學           |
| 2    | 8      | 史承平 | F    | 福爾摩沙夢想家                          | 義守大學           |
| 2    | 9      | 莊博元 | G    | 桃園台啤永豐雲豹                        | 輔仁大學           |
| 2    | 10     | 陳冠中 | G    | 新北中信特攻                            | 國立體育大學       |
| 3    | 11     | 曾銘偉 | C    | 新北中信特攻                            | 義守大學           |

- 參考資料：[14][4]

## 選秀順序
| →          | 順序一     | 順序二     | 順序三     | 順序四     |            |
| P. LEAGUE+ | P. LEAGUE+ | P. LEAGUE+ | P. LEAGUE+ | P. LEAGUE+ | P. LEAGUE+ |
| ---------- | ---------- | ---------- | ---------- | ---------- | ---------- |
| 第一輪     | 攻城獅     | 夢想家     | 不適用     | 不適用     |            |
| 第二輪     | 攻城獅     | 夢想家     | 國王       | 不適用     |            |
| 第三輪     | 攻城獅     | 夢想家     | 國王       | 不適用     |            |
| T1聯盟     |            |            |            |            |            |
| 第一輪     | 戰神       | 海神       | 雲豹→戰神  | 特攻       |            |
| 第二輪     | 海神       | 雲豹       | 特攻       | 不適用     |            |
| 第三輪     | 戰神       | 海神       | 雲豹       | 特攻       |            |

T1聯盟新人選秀會採自然選秀制，選秀順序按照2023-24賽季例行賽排名，依序為臺南台鋼獵鷹、臺北戰神、高雄全家海神、台啤永豐雲豹、新北中信特攻。
聯合選秀會依照原有聯盟的選秀順位共同選秀，在同一輪中擁有相同順位的球隊，將在選秀會現場以抽籤方式決定選秀順序。
| TPBL   | TPBL   | TPBL   | TPBL   | TPBL   | TPBL   | TPBL   | TPBL   |
| →      | 順序一 | 順序二 | 順序三 | 順序四 | 順序五 | 順序六 | 順序七 |
| ------ | ------ | ------ | ------ | ------ | ------ | ------ | ------ |
| 第一輪 | 戰神   | 攻城獅 | 雲豹   | 海神   | 特攻   | 戰神   | 國王   |
| 第二輪 | 攻城獅 | 海神   | 夢想家 | 雲豹   | 國王   | 特攻   | 不適用 |
| 第三輪 | 戰神   | 攻城獅 | 夢想家 | 海神   | 國王   | 特攻   | 雲豹   |
| ↓      | 戰神   | 攻城獅 | 夢想家 | 海神   | 國王   | 特攻   | 雲豹   |

TPBL選秀順位依照球隊在原有聯盟的排名辦法為依據，原先不同聯盟但排名相同球隊，由會長莊瑞雄抽籤決定選秀順位。

## 選秀權交易
1. 1 2 3  2024年7月20日，福爾摩沙夢想家與桃園台啤永豐雲豹進行交易[11]：
  - 福爾摩沙夢想家獲得現金
  - 桃園台啤永豐雲豹獲得楊盛硯與2024年新人選秀會第一輪選秀權
2. 1 2 3 4  2023年7月12日，台啤雲豹與臺北台新進行交易[12]：
  - 台啤雲豹獲得2023年新人選秀會第一輪第二順位選秀權
  - 臺北台新獲得黃聰翰與2024年新人選秀會第一輪選秀權
3. 1 2 3  2023年7月12日，臺北台新與臺中太陽進行交易[12]：
  - 臺北台新獲得2023年新人選秀會第一輪第三順位選秀權
  - 臺中太陽獲得2023年新人選秀會第二輪第三順位選秀權與2024年新人選秀會第二輪選秀權

2023年10月16日，臺中太陽宣布解散[13]。
4. ↑  2022年8月8日，臺北富邦勇士與新北國王進行交易[16]：
  - 臺北富邦勇士獲得洪楷傑、張文平與2024年新人選秀會受保護首輪籤，首輪籤若為前兩順位仍歸新北國王所有，第三順位（含）以後則歸臺北富邦勇士所有
  - 新北國王獲得林書緯

2024年7月8日，臺北富邦勇士退出新聯盟籌備，回歸P. LEAGUE+[8]。

## 體能測試會
2024年7月3日，P. LEAGUE+原定在國立臺灣藝術大學舉行體能測試會，於6月29日宣布與T1聯盟共同舉辦聯合體測會，共有40名本土與8名外籍生參加聯合體測會。
- 汪哲宇
- 盧卡（外籍生）
- 凱德爾（外籍生）
- 林展右
- 魏莨哲
- 洪瑋澤
- 雷蒙恩
- 林嘉隆
- 余維豪
- 奧斯曼（外籍生）
- 彭柏樺
- 王家昌
- 阿美（外籍生）
- 王書府
- 鄭凱錡
- 陳力生
- 馬克斯（外籍生）
- 高偉綸
- 江均
- 蔡宸綱
- 哈特威克（外籍生）
- 陳冠中
- 莊博元
- 林鈺哲
- 莫巴耶（外籍生）
- 杜拉米（外籍生）
- 李允傑
- 莊朝勝
- 王凱裕
- 朱育君
- 徐宇煇
- 史承平
- 李定謀
- 蒲國倫
- 巫紹齊
- 林心翔
- 曾銘偉
- 伊磊斯巴瓦瓦隆
- 鄭皓哲
- 陳將
- 許瀚承
- 周思佑
- 周世加
- 潘念龍
- 顏宗瑋
- 張志豪
- 周駿澔
- 廖啟宏

T1聯盟原定2024年7月6日於國立臺灣藝術大學舉辦選秀測試會。

## 選秀報名
2024年6月13日，為P. LEAGUE+新人選秀會的報名截止日。6月13日，P. LEAGUE+宣佈共有42人報名，40人符合選秀資格，總共32名本土球員與8名外籍生。6月28日，為T1聯盟新人選秀會的報名截止日。6月29日，T1聯盟宣佈共有35名本土球員符合選秀資格。7月11日，台灣職業籃球大聯盟宣佈選秀會將延長報名至7月15日。7月16日，聯盟公告最終報名名單，有33人參與選秀，陳力生、張志豪、林心翔、李允傑、王凱裕、莊朝勝與朱育君於截止時間前撤銷選秀申請。
- 汪哲宇
- 魏莨哲
- 謝瀚承
- 陳將
- 余維豪
- 周思佑
- 林嘉隆
- 洪瑋澤
- 鄭凱錡
- 陳冠中
- 蔡宸綱
- 周世加
- 潘念龍
- 顏宗瑋
- 高偉綸
- 鄭皓哲
- 伊磊斯巴瓦瓦隆
- 江均
- 林鈺哲
- 巫紹齊
- 曾銘偉
- 王書府
- 史承平
- 彭柏樺
- 雷蒙恩
- 周駿澔
- 蒲國倫
- 徐宇煇
- 廖啟宏
- 林展右
- 王家昌
- 莊博元
- 李定謀

外籍生議題
2024年7月1日，新聯盟籌備委員會決議外籍生2024-25賽季起停止參加選秀，若球隊陣中有合約尚未到期的外籍生，2025-26賽季仍能以外籍生身份出賽。7月2日，報名參加P. LEAGUE+新人選秀會的8名外籍生發表聯合聲明呼籲正視外籍生的工作權，並表示將如期參加聯合體測會。新聯盟籌備委員會表示因倉促執行對應屆外籍生致意，祝福外籍生以外籍球員身份繼續參加臺灣職籃賽事。新聯盟發言人張樹人表示在球團會議上，全部11支球隊贊成廢除外籍生制度。7月3日，臺北富邦勇士總教練許晉哲表示開會時僅討論外籍生制度，並沒有針對外籍生制度進行投票表決，臺北富邦勇士也沒有贊成廢除外籍生制度。高雄17直播鋼鐵人發表聲明表示開會時僅討論外籍生制度，並支持原先P. LEAGUE+外籍生制度。面對外籍生無法參加本屆選秀的問題，張樹人表示會再充分討論並尋求替代方案。7月11日，聯盟宣布當前擁有外籍生的球隊可將合約延續至2025-26賽季，而當前沒有外籍生的球隊能在註冊四名外籍球員的情況下，另外簽一名外籍生當備用洋將。

## 外部連結
- YouTube上的2024 TPBL 新人選秀會
- . 台灣職業籃球大聯盟.   [2024-10-05]. （原始内容存档于2025-01-08）.
- . 台灣職業籃球大聯盟.   [2024-10-05]. （原始内容存档于2025-01-08）.
- . P. LEAGUE+.   [2024-06-11]. （原始内容存档于2024-06-04）.
- . T1聯盟. 2024-06-17  [2024-06-17]. （原始内容存档于2024-06-17）.
- (PDF). P. LEAGUE+.   [2024-07-03]. （原始内容存档 (PDF)于2024-07-05）.
- (PDF). P. LEAGUE+.   [2024-07-03]. （原始内容存档 (PDF)于2025-01-10）.
- (PDF). P. LEAGUE+.   [2024-07-03].
- (PDF). P. LEAGUE+.   [2024-07-03]. （原始内容存档 (PDF)于2024-07-04）.